# Новоселівка (Баштанський район)
Новосе́лівка — село в Україні, у Вільнозапорізькій сільській громаді Баштанського району Миколаївської області. Населення становить 12 осіб.. Відстань до м. Новий БУг становить близько 22.5 км і проходить автошляхом місцевого значення.